# Lundby kapell

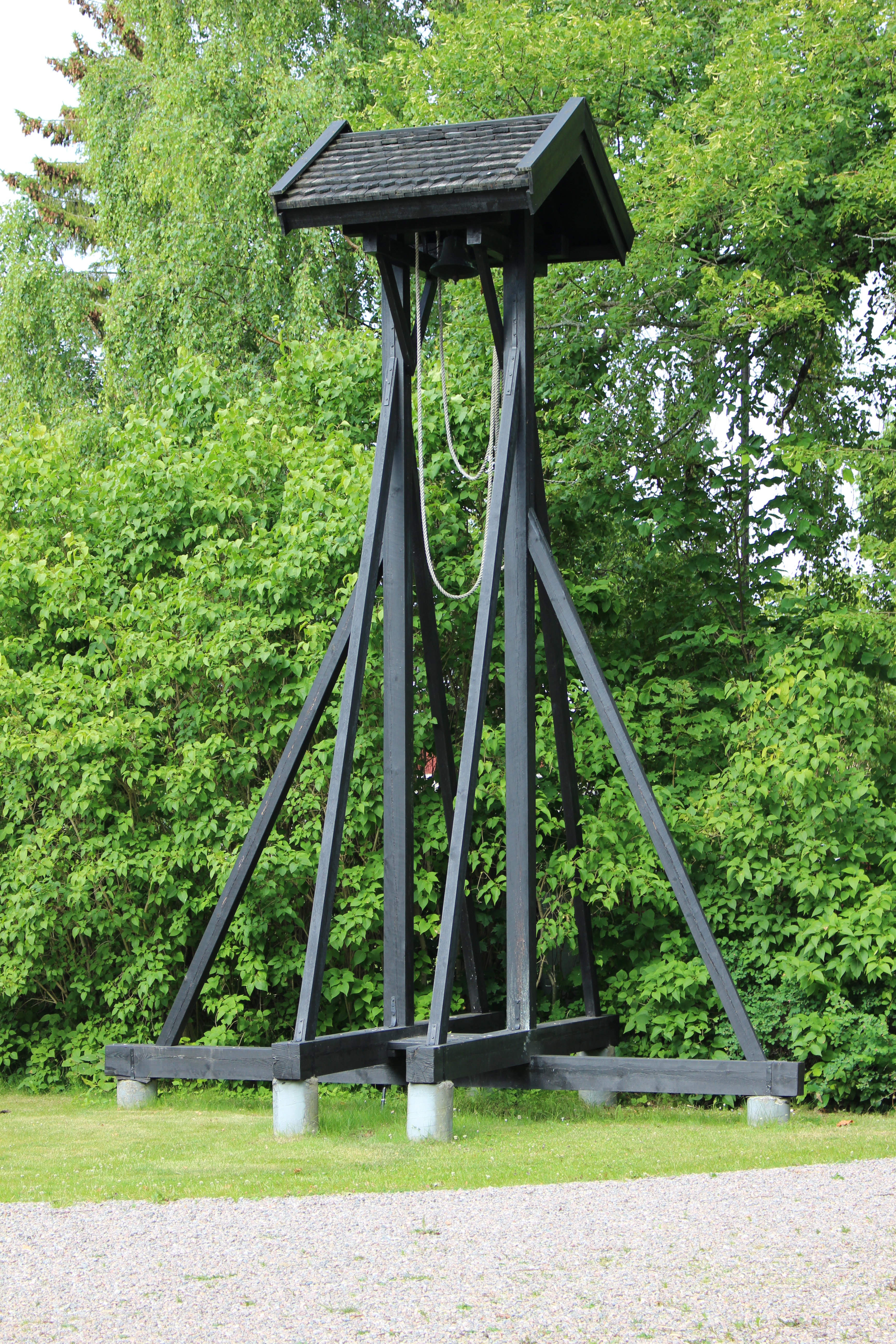
Lundby kapells klockstapel

Lundby kapell är en kyrkobyggnad i Mjölby församling i Linköpings stift. Lundby har tidigare varit prästgård och det är södra flygeln som används som kapell idag.

## Kapellet
Den ursprungliga byggnaden uppfördes troligen i början av 1800-talet som en flygelbyggnad med en våning i timmer på Lundby prästgård. Den avvändes under flera år som arrendatorsbostad och på övervåningen fanns en drängkammare. På 1950-talet behövde det nya bostadsområdet Lundby i Mjölby en plats förs kyrklig verksamhet. Komministern Per Svae föreslog  under den tiden av prästgårdens flygel skulle göras om till kapell. En förebild till ombyggnationen var S:t Sigfrids folkhögskolas kapell, som 1955 gjordes om från magasin till kyrkolokal. Som byggmästare till Lundby kapells byggande anlitades David Jansson. 
År 1962 stod kapellet färdigt och invigdes 6 oktober samma år av biskop Ragnar Askmark. Den gamla drängkammaren gjordes om till sakristia och den resterade delen av övervåningen blev kyrksal. Salen rymmer cirka 60 personer. 

### Bottenvåningen
År 1969 genomfördes en ombyggnad då bottenvåningen inreddes till församlingssal och lokaler för barnverksamhet och ungdomsverksamhet.

## Inventarier
- Nattvardssilvret är tillverkat 1962 av Gustaf Roland Wissing och skänktes till kapellet av Ella Sundqvist och My Lindström.[1]
- Mässhake i rött av sammet och har en dekor i batik. Tillverkade av Anna Stina Alvin, Mjölby.[1]
- Mässhake i lila av sammet och har en dekor i batik. Tillverkade av Anna Stina Alvin, Mjölby.[1]
- Mässhake i grönt är tillverkad på Agda Österbergs verkstad och skänktes till kapellet av ”5-öresföreningen”.[1]
- Mässhake i vitt är tillverkad på Agda Österbergs verkstad och skänktes till kapellet av syster Signe.[1]
- Några dopklänningar som är tillverkade och skänkta av Sörbykretsen och församlingsbor.[1]
- Brudkronan som är knypplad, är tillverkad och skänkt av Gun Larsson.[1]
- Kyrkklockan brukades tidigare i Parkskolan, Mjölby, Den hänger nu i klockstapeln utanför västra gaveln.[1]
- Glasmålning av Tor Svae.[1]
- Triumfkrucifix av Eva Spångberg, som föreställer Kristus Konungen i krona och mantel.[1]
- Krucifix från Sörby kyrka.[1]

### Orgel
Orgeln är tillverkad 1981 av Modulorgel AB, Umeå. Den är elektrisk och stämmorna kan fritt disponeras på manualen och pedalen. Den har ett fristående piphus.[källa behövs]
Disposition:
| Svällverk    | Pedal | Koppel |
| Gedackt 8’   |       |        |
| Rörflöjt 4’  |       |        |
| Waldflöjt 2’ |       |        |